# Dones del Txad
Les dones del Txad són dones nascudes, que viuen o provenen del Txad, un país sense costa de l'Àfrica central. Les txadianes són la part principal de la seva economia, principalment rural, i en nombre superen als homes (0,96 homes per dona (2006)).
Les dones s'enfronten a una discriminació i violència generalitzades. La mutilació genital femenina, encara que és tècnicament il·legal, encara es practica àmpliament. Les forces de seguretat cometen assassinats extrajudicials, cops, tortures, violacions i altres abusos amb una impunitat «gairebé total». Amnistia Internacional ha informat que «La precarietat generalitzada a l'est del Txad té conseqüències especialment greus per a les dones, que pateixen greus abusos dels drets humans, inclosa la violació, durant els atacs a pobles» de la milícia Janjawid procedent del Sudan.

## Educació
Malgrat els esforços del govern, els nivells educatius generals es van mantenir baixos al final de la primera dècada de la independència. El 1971, prop del 99% de les dones majors de quinze anys no sabien llegir, escriure ni parlar francès, que aleshores era l'única llengua oficial del país; l'alfabetització en àrab se situava en el 7,8%. El 1982, la taxa global d'alfabetització se situa al voltant del 15%.
Els principals problemes del país han impedit el desenvolupament de l'educació txadiana des de la independència. El finançament per a l'educació ha estat molt limitat. Les instal·lacions i el personal limitats també han dificultat el sistema educatiu per proporcionar una instrucció adequada. La massificació d'aules és un problema important; algunes classes tenen més de 100 estudiants, molts dels quals són repetidors. Als primers anys després de la independència, molts professors de primària només tenien qualificacions marginals. A nivell secundari, la situació era encara pitjor.
El 2004, el 39,6% dels nens de 5 a 14 anys assistien a l'escola. Les oportunitats educatives per a les nenes són limitades, principalment a causa de les tradicions culturals. Menys noies que nois es matriculen a l'escola secundària, principalment a causa del matrimoni precoç. El 1999, el 54,0% dels nens que van començar l'escola primària van arribar al cinquè grau.

## Drets de les dones

### Tràfic humà
El Txad és un país d'origen i destinació dels nens sotmesos a tràfic de persones, concretament en condicions de treball forçat i prostitució forçosa. El problema de tràfic del país és principalment intern, i sovint consisteix en el fet que els pares confien els fills a familiars o intermediaris a canvi de promeses d'educació, aprenentatge, béns o diners. La venda o el bescanvi de nens en una servitud domèstica involuntària o la criança s'utilitza com a mitjà de supervivència per les famílies que busquen reduir el nombre de boques per alimentar.
Les nenes txadianes menors d'edat viatgen a ciutats més grans a la recerca de feina, on algunes són sotmeses a prostitució. Algunes noies es veuen obligades a casar-se en contra de la seva voluntat, només per ser obligades pels seus marits a una servitud domèstica o treball agrícola involuntari. Segons els últims informes (2010), els traficants transportaven nenes del Camerun i de la República Centreafricana a les regions productores de petroli del Txad per a l'explotació sexual comercial; no se sap si aquesta pràctica va continuar després del 2009.

### Mutilació genital femenina
El 60% de les dones txadianes havien estat objecte de mutilació genital femenina el 1995. El procediment és un ritu tradicional de pas a l'adultesa, en que la noia es converteix en adulta i se segueix independentment de l'orientació religiosa. És igualment freqüent entre musulmans, cristians i animistes. Els que assoleixen l'edat adulta sense ser mutilades, generalment, ho eviten per a tota la vida. Més del 80% de les nenes del Txad que han sofert la mutilació genital van ser mutilades entre els 5 i els 14 anys.

### Informe global de la bretxa de gènere
El 2012, el Fòrum Econòmic Mundial va classificar el Txad entre les pitjors regions del seu Informe global de la bretxa de gènere (Gender Gap Report); el seu índex de bretxa de gènere era de 0,5594).

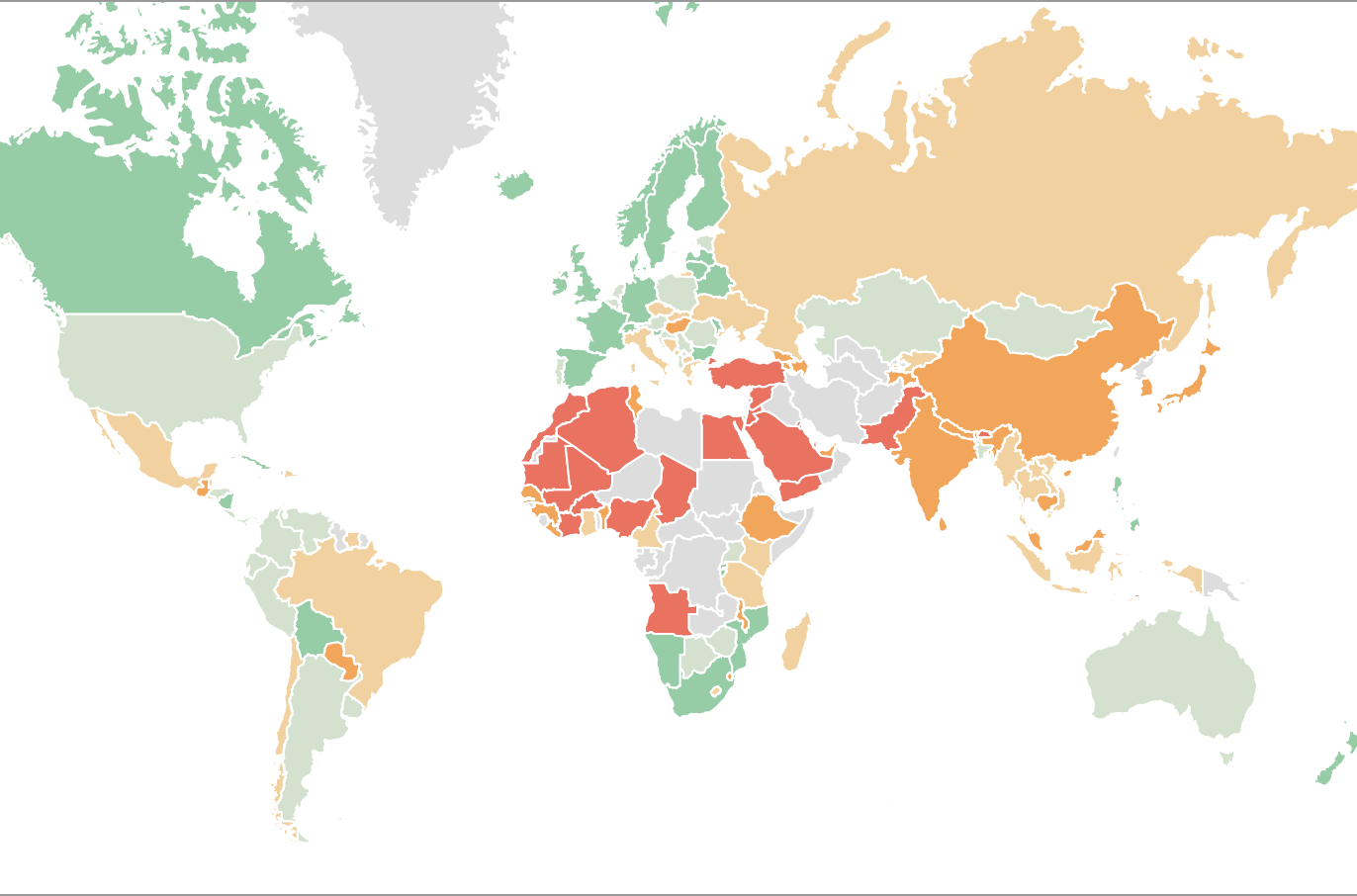
Mapa de la bretxa de gènere global, 2017
Piràmide de població del Txad (2017)

### Poligàmia
La poligàmia és legal al Txad, i es calcula que més d'un terç de les dones viuen en matrimonis poligàmics. La taxa de fertilitat de les txadianes és de 5,9 naixements per dona. L'edat mitjana de tenir el primer fill és de 17,9 anys.

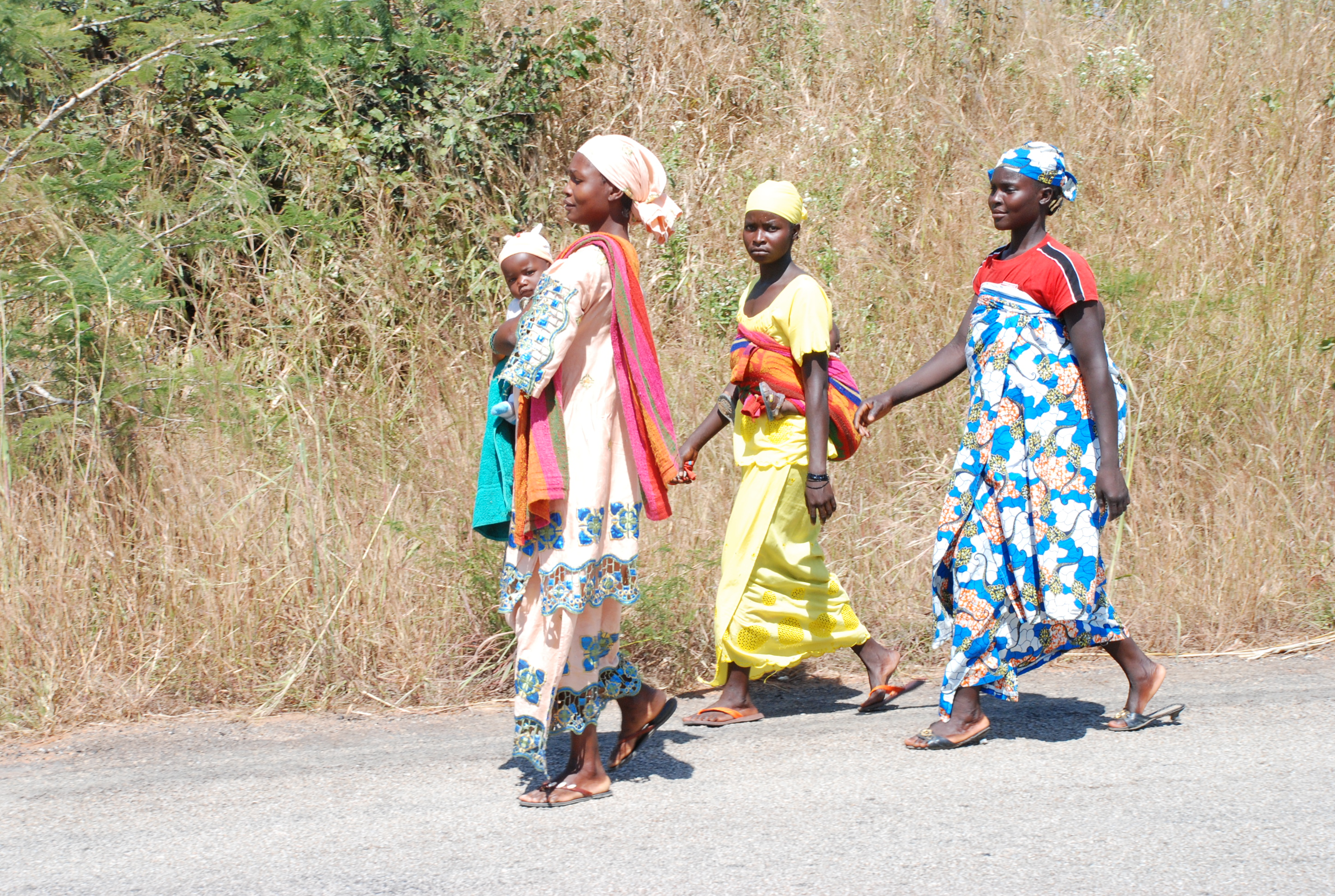
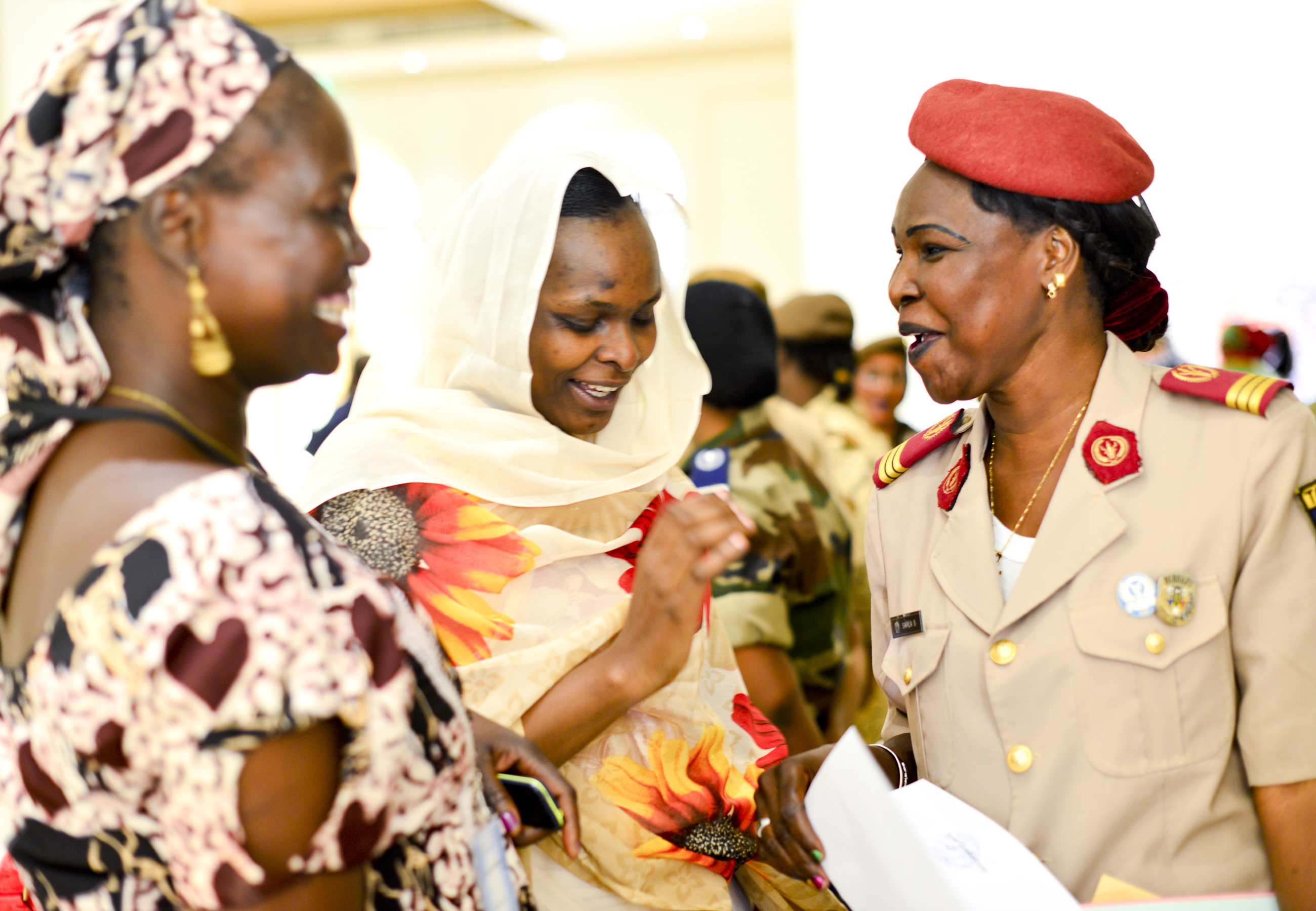
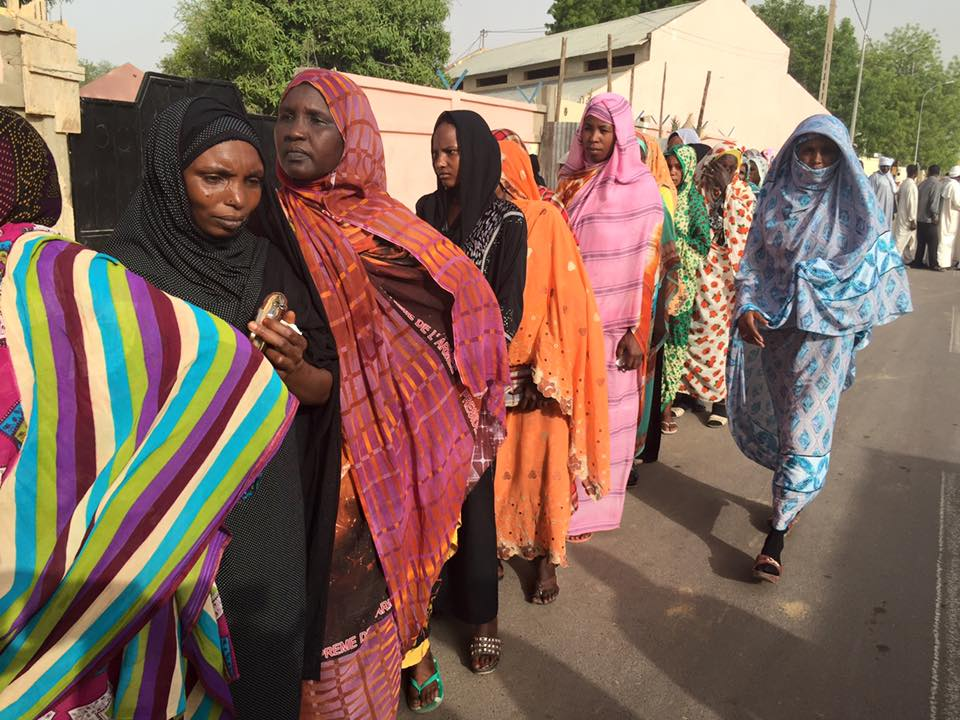

## Tractats internacionals
El Txad ha signat i ratificat la Convenció sobre l'eliminació de totes les formes de discriminació contra les dones, la Convenció contra la tortura i altres càstigs o tractes cruels, inhumans o degradants, la Convenció sobre els drets de l'infant i el Protocol opcional de la Convenció sobre el Drets del nen sobre la venda de nens, prostitució infantil i pornografia infantil.

## Txadianes destacades
- Agnes Allafi (política)
- Opportune Aymadji (política)
- Christine Georges Diguibaye (política)
- Delphine Djiraibe (advocada)
- Rosalie Gangué (esportista)
- Bourkou Louise Kabo (política)
- Marie-Christine Koundja (diplomàtica)
- Hadjé Halimé (política)
- Hindou Oumarou Ibrahim (activista)
- Rose Lokissim (soldat)
- Elise Loum (política)
- Dadji Rahamata Ahmat Mahamat (activista)
- Jacqueline Moudeina (advocada)
- Kaltouma Nadjina (esportista)
- Hinikissia Albertine Ndikert (esportista)
- Carine Ngarlemdana (esportista)
- Bibiro Ali Taher (esportista)